# David Shore
David Shore (ur. 3 lipca 1959 w London w Ontario) – kanadyjski pisarz, znany ze swojej pracy w telewizji przy produkcji seriali takich jak Family Law i NYPD Blue. Współpracował w tworzeniu serialu Na południe, zanim stworzył własny serial Doktor House.

## Życiorys
David Shore urodził się w żydowskiej rodzinie. Jest jedyną osobą w rodzinie, która pracuje w telewizji, a jego dwaj młodsi bracia są rabinami.
Uczęszczał do University of Toronto i pracował jako prawnik, potem jednak przeniósł się do Los Angeles, by rozpocząć pracę w telewizji. Wiedział, że to może nie być odpowiednie zajęcie dla prawnika i osoby, która nie miała doświadczenia w pracy kreatywnej, jednak zaryzykował. Napisał dla telewizji serial Na południe. Zanim stał się producentem Nowojorskich gliniarzy (NYPD Blue), był nominowany do nagrody Emmy.
Rozpoczął pracę nad Family Law, Hack i Century City, jednak nie były one takim sukcesem jak jego poprzednie produkcje. W 2003 producent Paul Attanasio, który wcześniej współpracował z NBC przy takich serialach jak Homicide: Life on the street, zaproponował Shore'owi wspólne stworzenie serialu o policjantach i lekarzach. Obaj mieli jednak różne pomysły, więc Shore postanowił sam stworzyć swój serial. Chciał wymyślić postać podobną do Sherlocka Holmesa. Bohaterem Shore'a była postać Gregory'ego House'a, głównego bohatera serialu Dr House.
Serial ukazał się na stacji telewizyjnej FOX i pod koniec pierwszego sezonu w 2004 roku był wielkim hitem. David Shore napisał 20 odcinków, oraz 2 wyreżyserował.
Mieszka w Encino Hills w Kalifornii wraz z żoną Judy i trójką dzieci.

## Nagrody i nominacje
| Nagroda                                  | Rok  | Kategoria                                          | Nominowana praca | Wynik     |
| ---------------------------------------- | ---- | -------------------------------------------------- | ---------------- | --------- |
| Amerykańska Gildia Scenarzystów          | 2010 | Najlepszy scenariusz odcinka serialu dramatycznego | Dr House         | Wygrana   |
| Amerykańska Gildia Producentów Filmowych | 2008 | Najlepszy producent serialu dramatycznego          | Dr House         | Nominacja |
| Amerykańska Gildia Producentów Filmowych | 2007 | Najlepszy producent serialu dramatycznego          | Dr House         | Nominacja |
| Nagroda Emmy                             | 2005 | Wybitny scenariusz do serialu dramatycznego        | Dr House         | Wygrana   |